# Béatrice Thomas
Béatrice Thomas née le  7 juillet 1981 à Poitiers est une coureuse cycliste française, membre de l'équipe ASPTT Dijon-Bourgogne entre 2011 et 2012.

## Palmarès
- 2000
  - 1 étape du Tour de la Haute-Vienne
  - 3e du Chrono des Herbiers féminin
- 2001
  - Tour féminin en Limousin
  - Trophée féminin du Crédit Immobilier de France
  - Tour de la Haute-Vienne
  - Essor mayennais
  - Ronde du Maine
- 2002
  -  Championne de France sur route espoirs
  - 3e du championnat de France sur route
  - 3e de l'Essor mayennais
- 2003
  - 1 étape de la Semaine cantalienne
- 2004
  - Tour de Charente-Maritime :
    - Classement général
    - 1 étape

  - Tour de l'Ardèche :
    - 2e du Classement général
    - 1 étape

  - 3e de la Semaine cantalienne
  - 3e d'une manche des Ladies Berry Classics
- 2005
  - 3e étape du Tour de la Drôme
  - 3e étape du Tour de Charente-Maritime
- 2006
  - Circuit National Féminin de Saint-Amand-Montrond
  - Tour de la Drôme :
    - Classement général
    - 2e étape

  - 2e du championnat de France sur route
- 2007
  - 3e de la Ladies Berry Classic's Indre
- 2008
  - Prix de la ville de Pujols
  - 3e de la coupe de France
- 2009
  - 4e étape du Trophée d'Or féminin
  - 3e étape du Tour de Charente-Maritime
  - 3e du Tour de Charente-Maritime
  - 3e de la Classic Féminine de Vienne Poitou-Charentes
- 2011
  - 3e du Prix de la Ville de Pujols